# Tekke (Sarayköy)
Tekke ist ein Dorf im Landkreis Sarayköy der türkischen Provinz Denizli. Tekke liegt etwa 41 km nordwestlich der Provinzhauptstadt Denizli und 18 km westlich von Sarayköy. Tekke hatte laut der letzten Volkszählung 128 Einwohner (Stand Ende Dezember 2010).